# (74381) 1998 XU15
(74381) 1998 XU15 – planetoida z pasa głównego asteroid okrążająca Słońce w ciągu 4 lat i 209 dni w średniej odległości 2,75 j.a. Została odkryta 15 grudnia 1998 roku w Obserwatorium Kleť.